# Edward Dillon
Edward Dillon (Nova Iorque, 1 de janeiro de 1879 – Hollywood, 11 de julho de 1933) foi um ator, diretor e roteirista norte-americano da era do cinema mudo. Ele atuou em 327 filmes entre 1905 e 1932. Também dirigiu 134 filmes entre 1913 e 1926. Ele era irmão do ator John T. Dillon.

## Filmografia selecionada
- After Many Years (1908)
- The Reckoning (1908)
- The Welcome Burglar (1909)
- The Brahma Diamond (1909)
- Judith of Bethulia (1914)
- Sunshine Dad (1916)
- A Daughter of the Poor (1917)
- The Frisky Mrs. Johnson (1920)
- The Skyrocket (1926)
- Iron Man (1931)